# Estação Penha (São Paulo)
A Estação Penha-Lojas Besni ou Estação Penha é uma das estações da Linha 3–Vermelha do Metrô de São Paulo. Foi inaugurada em 31 de maio de 1986. Está localizada na Avenida Conde de Frontin, conhecida como Radial Leste, no distrito da Vila Matilde, situada a poucos metros do distrito do mesmo nome (lado norte), no qual recebe o mesmo nome. Está integrada com um Terminal de Ônibus Urbano e ligada a um amplo estacionamento para automóveis. Situa-se entre dois bairros: a Penha de França ao norte e a Vila Aricanduva ao sul. Futuramente será uma das estações da Linha 2-Verde do Metrô de São Paulo e da Linha 11-Coral do Trem Metropolitano de São Paulo. Em 2022, teve o seu nome alterado para Penha-Lojas Besni em decorrência ao contrato de patrocínio com as Lojas Besni.

## História

### Estação da Linha 3
O projeto da estação Penha do metrô surgiu na metade da década de 1970, dentro do projeto de implantação da Linha Leste-Oeste. Inicialmente era chamada de Aricanduva, por sua proximidade com o rio e complexo viário homônimos. Durante a fase de projeto, Penha foi incluída num grupo de 8 estações com projetos padronizados em 19 módulos de concreto destinados a facilitar sua implantação (vide seção características).
Os primeiros terrenos para a implantação da estação foram desapropriados através do Decreto Municipal Nº 14.400 de 4 de março de 1977, reforçadas pelo Decreto Municipal Nº 18.899 de 28 de julho de 1983. Apesar das áreas serem desapropriadas desde 1977, as obras da estação (agora chamada) Penha foram iniciadas apenas em meados de 1982, dada a falta de recursos nas obras do metrô (que acabara de passar da esfera municipal para a estadual).
Prometidas para serem entregues em dezembro de 1984, as obras da estação Penha atrasaram várias vezes e foram entregues apenas em 31 de maio de 1986 pelo governador Franco Montoro, com a presença dos ministros do Trabalho Almir Pazzianotto Pinto e Meio Ambiente Deni Lineu Schwartz. Durante a desorganizada cerimônia de inauguração ocorreu uma superlotação da estação e dos trens cerimoniais, obrigando as autoridades a dividirem o apertado espaço com a população, que deixou a estação apinhada (incluindo casos de crianças perdidas dos pais). Essa foi a primeira vez na história que um prefeito de São Paulo, no caso Jânio Quadros, não compareceu a uma cerimônia de inauguração do metrô.

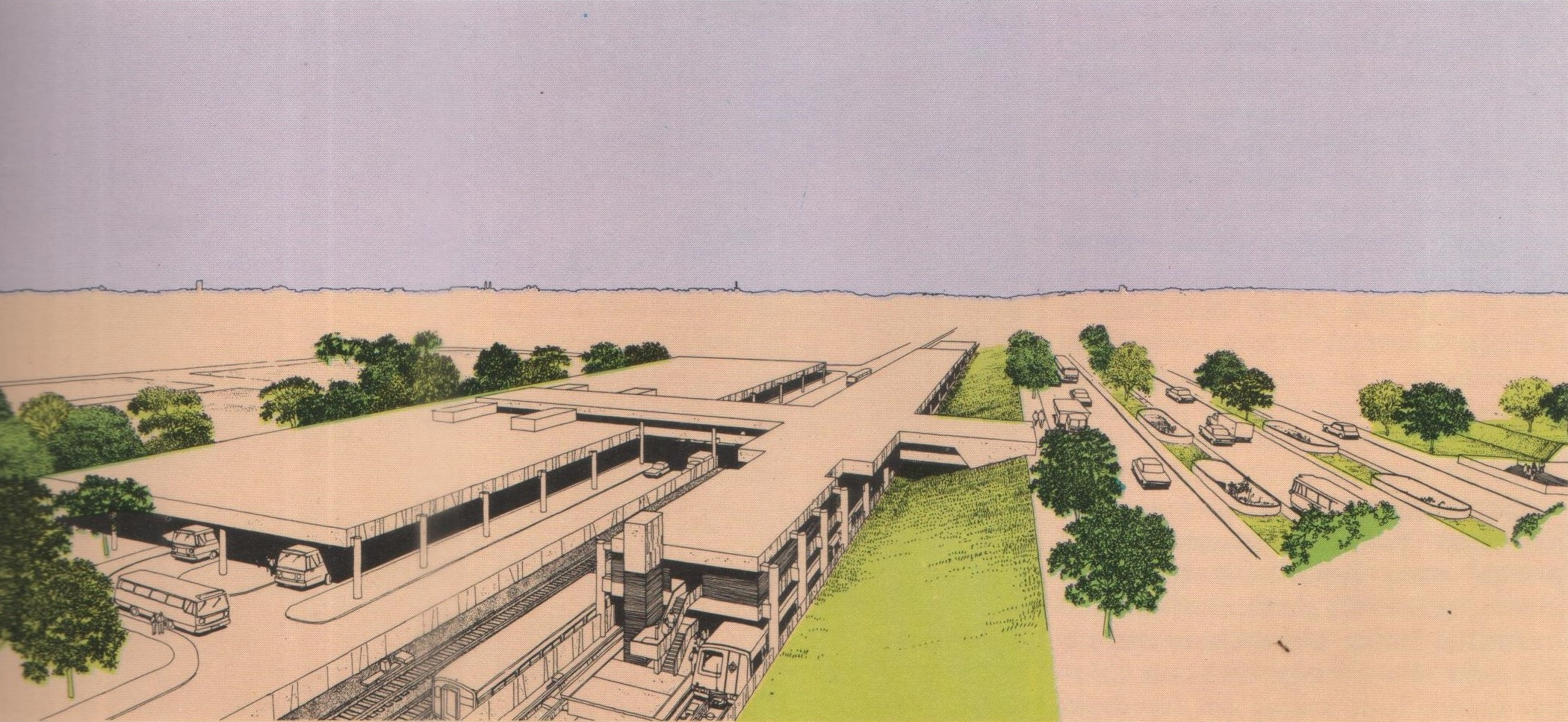
O Projeto da estação Penha previa cobertura em laje de concreto, 1976. Prefeitura de São Paulo
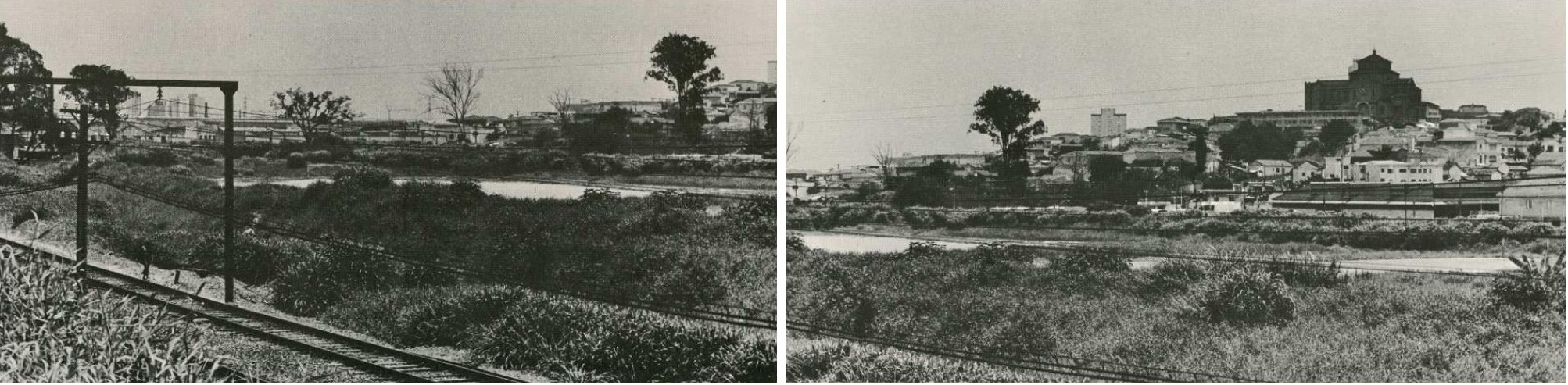
Área desapropriada da futura estação Penha, 1978
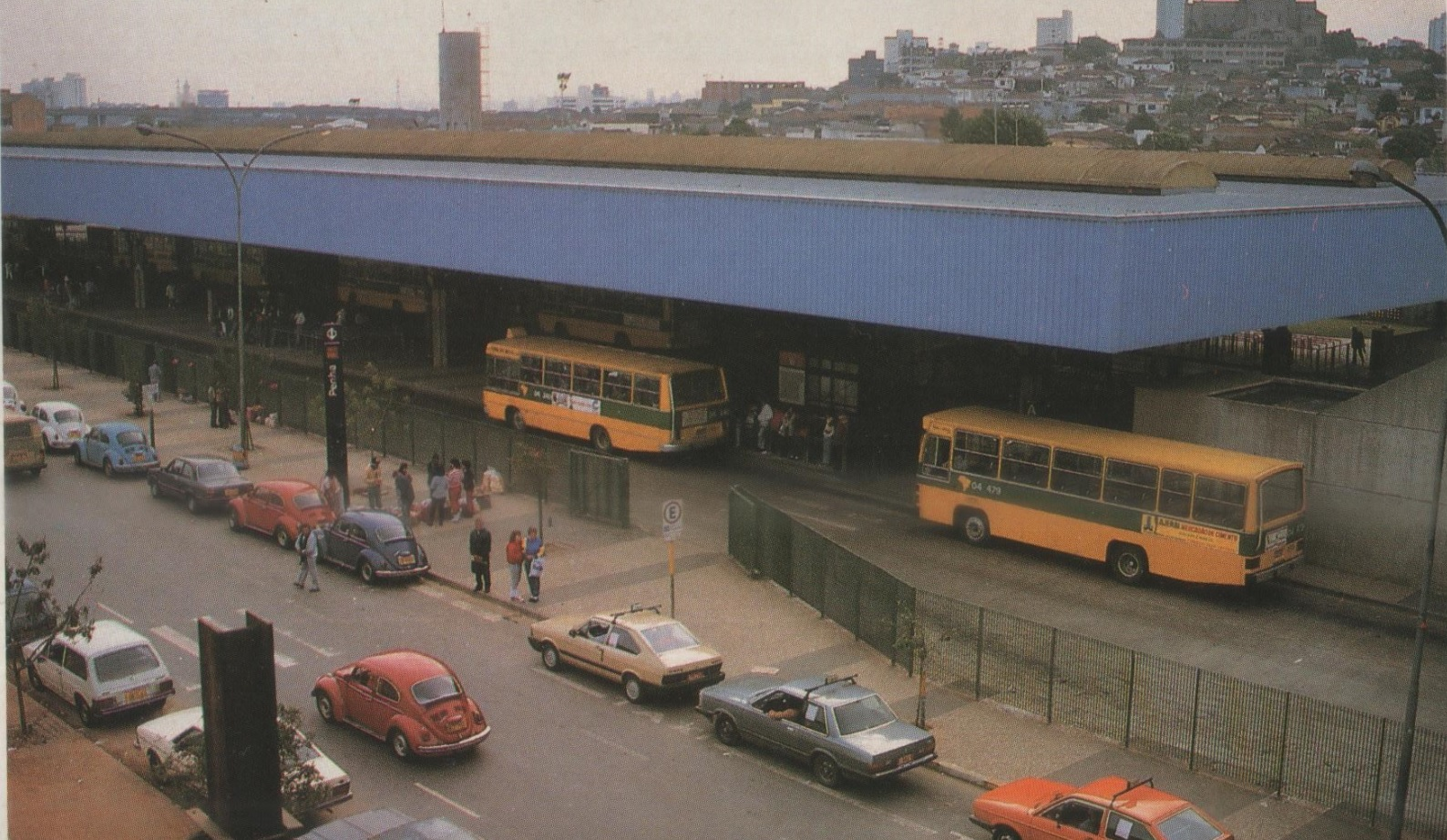
A estação Penha foi construído com cobertura em Treliças tridimensionais, 1988

### Estação da Linha 2

Maquete eletrônica da futura estação Penha da Linha 2 do Metrô

A Companhia do Metropolitano de São Paulo apresentou em meados de 2012 o projeto de expansão da Linha 2 verde rumo a Guarulhos, de forma que a linha passará pela estação Penha, que ganhará uma estação de integração, aproveitando terrenos desapropriados pelo metrô em 1983. Projetada pelas empresas BVY Arquitetos, Opus Oficina de Projetos Urbanos, Systra e Vetec Engenharia, as obras da estação Penha, com previsão de 35 mil m² de área construída utilizando o método de vala à céu Aberto (VCA), foram contratadas em 29 de julho de 2014 junto ao consórcio formado pelas construtoras C.R. Almeida S/A Engenharia e Obras, Ghella S.p.A. (Itália) e Consbem Construções e Comércio Ltda, pelo valor de R$ 1.856.407.514,03 (trecho Penha-Penha de França). Atualmente, as obras encontram-se em estado inicial no trecho Vila Prudente - Penha, com a assinatura da ordem de serviço em 17 de janeiro de 2020, ainda sem previsão para início das obras rumo à estação terminal Dutra, em Guarulhos.
Em abril de 2020 foi iniciada a montagem do canteiro de obras ao lado da estação Penha da Linha 3.

## Características (Estação da Linha 3)
Estação semi-enterrada, composta por 19 blocos de concreto pré moldado de 15 m X 12,50 m com mezanino de distribuição sobre plataforma central em superfície, estrutura em concreto aparente e cobertura espacial metálica treliçada. Possui acesso para pessoas portadoras de deficiência física através de rampas. Possui capacidade de até 20 mil passageiros por dia, numa área construída de 12.170 m², sendo:

### Áreas e Equipamentos
| Bloco               | Tamanho (m²) | Equipamento      | Quantidade |
| ------------------- | ------------ | ---------------- | ---------- |
| Plataforma          | 2700         | Escadas Rolantes | 8          |
| Mezanino            | 1600         | Bloqueios        | 16         |
| Salas técnicas      | 850          | Bilheterias      | 2          |
| Salas operacionais  | 380          | Elevadores       | 1          |
| Acessos             | 1800         |                  |            |
| Terminais de ônibus | 4700         |                  |            |
| Sanitários públicos | 140          |                  |            |

## Tabela
| Linha      | Terminais                                    | Estações | Principais destinos                                                                                         | Duração das viagens (min) | Intervalo entre trens (min) | Funcionamento                                                        |
| ---------- | -------------------------------------------- | -------- | --- | ------------------------- | --------------------------- | -------------------------------------------------------------------- |
| 3 Vermelha | Palmeiras–Barra Funda ↔ Corinthians–Itaquera | 18       | Barra Funda, Santa Cecília, República, Sé, Brás, Belém, Tatuapé, Penha, Vila Matilde, Artur Alvim, Itaquera | 32                        | 2                           | Diariamente, das 4h40 à 0 hora. Aos sábados, até a 1 hora de domingo |

| Sigla | Estação | Inauguração        | Capacidade                   | Integração                                           | Plataforma | Posição    | Notas                                                                    |
| ----- | ------- | ------------------ | ---------------------------- | ---------------------------------------------------- | ---------- | ---------- | ------------------------------------------------------------------------ |
| PEN   | Penha   | 31 de maio de 1986 | 20 mil passageiros hora/pico | Bilhete Único da SPTrans - Terminal de ônibus urbano | Central    | Superfície | Estação com estrutura de concreto aparente, cobertura metálica treliçada |

## Obras de arte
Em 1996, a plataforma da estação recebeu a instalação da escultura Solaris, da artista Eliana Zaroni. Por conta do início das obras de instalação das portas de plataforma na Linha 3 em 2010, Solaris foi transferida para o mezanino da estação Pedro II, onde encontra-se até os dias atuais.